# Teratosphaeria australiensis
Teratosphaeria australiensis är en svampart som först beskrevs av B. Sutton, och fick sitt nu gällande namn av Crous 2009. Teratosphaeria australiensis ingår i släktet Teratosphaeria och familjen Teratosphaeriaceae.   Inga underarter finns listade i Catalogue of Life.